# Leucania striata
Leucania striata là một loài bướm đêm trong họ Noctuidae.